# Dana Carleton Munro
Dana Carleton Munro (n. 7 iunie 1866, Bristol⁠(d), Rhode Island, SUA – d. 13 ianuarie 1933) a fost un istoric american, specializat în istoria cruciadelor.
A urmat cursurile Universității Brown până în 1890, iar în Europa ale universităților din Strasbourg și Freiburg. A predat la Universitatea din Pennsylvania (1893-1902), Wisconsin până în 1915, iar apoi la Princeton University. Între timp, a editat Translations and Reprints from the Original Sources of History (1894-1902).
A fost coautor al Mediœval Civilization (1904, 1906) și Essays on the Crusades (1902).
Alte opere:
- A Syllabus of Mediœval History (ediția a șaptea, 1913).
- A History of the Middle Ages, 1902.
- A Source Book of Roman History, 1904.
- The Kingdom of The Crusaders, 1935.